# Urago d’Oglio
Urago d’Oglio (lombardul: Üràch d'Òi) település Olaszországban, Lombardia régióban, Brescia megyében. Lakosainak száma 3744 fő (2023. január 1.). Urago d’Oglio Calcio, Chiari, Cividate al Piano, Rudiano és Pontoglio községekkel határos.

## Népesség
A település lakossága az elmúlt években az alábbi módon változott:
| Lakosok száma | 4049 | 3814 | 3757 | 3744 |
|               | 2011 | 2017 | 2018 | 2023 |